# 週刊ブックレビュー
『週刊ブックレビュー』（しゅうかんブックレビュー）は、NHKが1991年4月7日から2012年3月17日まで放送した書評番組（教養番組）である。

## 概要
本放送はNHK衛星第2テレビ (BS2) で毎週土曜日に行われた。なお、毎月第5週の土曜日は放送が休止された。また、後日NHKデジタル衛星ハイビジョン (BShi) でも放送され、外国向けのNHKワールド・プレミアムでも放送された。
番組構成は書評誌のような体裁がとられ、オープニングでは「（放送回数の数字）号」と表示された。画角情報は、2009年3月まではアナログ・デジタルとも4:3であった。2010年11月13日放送分で900号を達成した。

## 児玉の降板と番組の終了
2011年4月の末期はNHKのBS再編により、新たに開局したNHK BSプレミアムで放送された。
しかし、長年番組の司会を担当していた児玉清が2011年3月に降板（その後5月に逝去）。これが契機となり、2012年3月17日をもって終了することが決定し1991年4月から始まったこの番組は21年の歴史に幕を下ろした。
最終回は954号で、21年間で紹介された本の数は約2万冊、出演ゲストはのべ4500人に及んだ。そして、2011年度の司会・アシスタントを担当した5人による鼎談で大団円となった。

## 番組内容
前半は「おすすめの一冊」。ゲスト書評者3人が各々3冊おすすめの本を紹介する。そのうち1冊については一番のおすすめとして、本の一部の朗読を交えながら概要を紹介した後、他の書評者と司会者を交えて合評する。後半の「特集」では、国内外の作家らをゲストに迎え、インタビュー形式でゲストゆかりの作品について語る。時にはゲストの書斎や仕事場等に出向いてインタビューすることもある。また、本や出版にまつわる話題を特集とすることもある。番組の最後に「ベストセラーレビュー」で、書籍取次店や全国の書店のジャンル別売れ筋作品トップテンを紹介する。
また年数回、地方に出向いての公開録画も行われた。

## 放送時間
日本国内向け放送
- BSプレミアム
  - 初回放送：土曜6:30 - 7:24
  - 再放送：月曜2:00 - 2:54、金曜0:00 - 0:54

外国向け放送
- NHKワールド・プレミアム
  - 月曜5:00 - 5:54

## 歴代司会者・アシスタント
司会者
週替わりで担当する。
- 如月小春（劇作家・演出家。1991年度 - 1992年度、1995年度 - 2000年度）
- 山崎哲（劇作家・演出家。1991年度 - 1992年度）
- 工藤美代子（ノンフィクション作家。1992年度）
- 木野花（女優・演出家。1993年度 - 2000年度）[1]
- 児玉清（俳優。1993年度 - 2010年度）
- 松本侑子（作家。1993年度 - 1994年度）
- 星野知子（女優。2001年度 - 2003年度）
- 上田紀行（文化人類学者。2001年度 - 2000年度）
- 高泉淳子（女優・劇作家・演出家。2001年度 - 2002年度）
- 三舩優子（ピアニスト。2003年度 - 2008年度）
- 長田渚左（ノンフィクション作家。2004年度 - 2008年度）
- 梯久美子（ノンフィクション作家。2009年度 - 2010年度）
- 藤沢周（作家。2002年度 - 2011年度）
- 中江有里（女優。2009年度 - 2011年度）
- 室井滋（女優。2011年度）

アシスタント
- 小寺康雄（ - 2003年度）
- 柴田祐規子（2001年度 - 2003年度）
- 内藤啓史（2003年度）
- 中江有里（2004年度 - 2008年度）以前にゲスト出演あり
- 谷口真衣（2009年度）※児玉、藤沢の回を担当。
- 金井勇太（2009年度）※梯、中江の回を担当。
- 守本奈実（2010年度）
- 滑川和男（2010年度 - 2011年度）
- 柘植恵水（2011年度）
- 小山裕香（1995年）[2]

## その他
特集コーナーの恒例企画に「あなたを眠らせないミステリー」があった。これは、ミステリー文芸評論家の北上次郎と関口苑生が各々お薦めの本を10冊ずつ用意し、その中から野球の打順になぞって“週刊ブックレビューズ”なる野球チームの1番から9番と代打の10冊を決めるものである。2001年度から2003年度までは年2回、2004年度から2006年度までは年1回行われた（2007年度以降は企画されない）。
2013年から『ひるまえほっと』で「中江有里のブックレビュー」として月1回水曜に茨城県を除く1都5県向けの時間帯に放送される。